# Йенсен, Кристиан (метеоролог)
Кристиан Альбрехт Теодор Йенсен (нем. Christian Albrecht Theodor Jensen; 10 ноября 1867, Ноймюнстер — 23 ноября 1942, Гамбург) — немецкий физик и метеоролог, профессор Гамбургского университета.

## Биография
Кристиан Альбрехт Теодор Йенсен родился 10 ноября 1867 года в Ноймюнстере в семье местного пастора; в 1891—1896 годах Кристиан являлся студентом в Страсбурге и Киле. В 1898 году, под руководством Леонхарда Вебера, Йенсен получил степень кандидата наук от Кильского университета за работу по фотометрии атмосферы. Затем, с 1895 по 1899 год, он состоял ассистентом в физическом институте при Кильском университете; с 1900 по 1922 год работал ассистентом Государственной физической лаборатории (Physikalischen Staatslaboratorium) в Гамбурге и являлся научным сотрудником местного университета.
В 1920 году в Гамбурге Кристиан Йенсен защитил докторскую диссертацию, а в 1932 — стал экстраординарным профессором космической физики. Несмотря на тяжелое заболевание (полиомиелит), он продолжал работать, изучая диффузное излучение неба и поляризацию атмосферы Земли. 11 ноября 1933 года Йенсен был среди более 900 ученых и преподавателей немецких университетов и вузов, подписавших «Заявление профессоров о поддержке Адольфа Гитлера и национал-социалистического государства». Работы Йенсена впоследствии использовались многими астрономами, включая Виктора Амбарцумян, Субраманьяна Чандрасекара и Зденека Секеру (Zdeněk Sekera, 1905—1973). Йенсен скончался 23 ноября 1942 года в Гамбурге.

## Работы
- Совместно с Friedrich Busch: Tatsachen und Theorien der atmosphärischen Polarisation (1910).
- Himmelsstrahlung, in: Handbuch der Physik, Bd. 19 (1928).
- (Hrsg.): Die Wolken Probleme der kosmischen Physik, Leipzig 1936.